# Байрак (Великобагачанский район)
Байрак (укр. Байрак) — село,
Великобагачанский поселковый совет,
Великобагачанский район,
Полтавская область,
Украина.
Код КОАТУУ — 5320255101. Население по переписи 2001 года составляло 449 человек.

## Географическое положение
Село Байрак находится в 2-х км от левого берега реки Псёл,
выше по течению на расстоянии в 3 км расположено село Затон,
ниже по течению на расстоянии в 2 км расположено село Луговое.
К селу примыкают лесные массивы (сосна).

## Происхождение названия
Слово байрак происходит от тюркского «балка»; так обычно называется сухой, неглубоко взрезанный овраг, зачастую зарастающий травой либо широколиственным лесом.
Слово байрак распространено на юге Европейской части СССР, в лесостепной и степной зоне. От названия «байрак» происходит название байрачных лесов, где растут обычно следующие породы деревьев — дуб, клён, вяз, ясень, липа.
На территории современной Украины имеются двенадцать сёл с названием Байрак, из них пять - в Полтавской области.

## Объекты социальной сферы
- Школа I—II ст.

## Достопримечательности
- Братская могила советских воинов.